# HD 13808 b
HD 13808 b est une exoplanète orbitant autour de l'étoile HD 13808, elle a été découverte en 2011.